# Horodyshche (Lutsk)
Horodyshche (ucraniano: Городи́ще; polaco: Horodyszcze) es un municipio rural y pueblo de Ucrania perteneciente al raión de Lutsk de la óblast de Volinia.
En 2018 el municipio tenía una población de 3586 habitantes, de los que unos seiscientos vivían en la capital municipal y el resto repartidos en veinte pedanías, todas ellas pueblos excepto una: el asentamiento de tipo urbano de Senkevychivka. El municipio fue fundado en 2017 mediante la fusión de los consejos rurales de Horodyshche, Berezhanka, Myjlyn, Uhrýniv y Nésvich, a los que se sumaron en 2020 el ayuntamiento urbano de Senkevychivka y los consejos rurales de Hubyn Pershi, Kolodezhe, Shklyn y Charúkiv.
Está situado a unos 25 km al suroeste de la capital provincial Lutsk, sobre la carretera H17 que lleva a Leópolis.

## Historia
Se conoce la existencia del pueblo en documentos desde 1452. Antes de la fundación del actual municipio en 2017, Horodyshche era sede de un consejo rural que únicamente incluía como pedanías a Hryhoróvychi y Martýnivka.